# جيم جونسون (لاعب هوكي الجليد)
جيم جونسون (بالإنجليزية: Jim Johnson)‏ (و. 1942  م) هو لاعب هوكي الجليد كندي، ولد في وينيبيغ، مركز لعبه هو وسط ‏.

## روابط خارجية
- جيم جونسون على موقع دوري الهوكي الوطني (الإنجليزية)
- جيم جونسون على موقع قاعة مشاهير الهوكي (لاعب أن.إتش.أل) (الإنجليزية)
- جيم جونسون على موقع EliteProspects.com (الإنجليزية)
- جيم جونسون على موقع HockeyDB.com (الإنجليزية)
- جيم جونسون على موقع Hockey-Reference.com (الإنجليزية)